# 安定书院 (泰州)
安定书院創立於南宋宝庆二年（1226年），由泰州知州陈垓在胡瑗讲学旧址创建了。北宋时泰州海陵（今江苏省泰州市）人胡瑗曾在此开办私塾，名为“安定私塾”。安定書院位於今日泰山公园南麓的泰州中学校内，是海陵区名胜古迹之一。